# Ukraiński Klub Wojskowy im. hetmana Pawła Połubotka
Ukraiński Klub Wojskowy im. hetmana Pawła Połubotka – ukraińska organizacja wojskowa, założona  29 marca 1917 w Kijowie na naradzie ukraińskich oficerów i żołnierzy Kijowskiego Okręgu Wojskowego Armii Imperium Rosyjskiego, po obaleniu caratu.
Inicjatorem powstania Klubu i jego głównym działaczem był Mykoła Michnowśkyj. Oprócz niego działali w nim P. Wołoszyn i O. Sachno-Ustymowycz.
Głównymi zadaniami Klubu był organizacja ukraińskich pułków ochotniczych, organizacja manifestacji i wieców żołnierzy, tworzenie warunków do powstania narodowej armii ukraińskiej.
Klub pomagał również w organizowaniu ukraińskich organizacji ukraińskich w armii rosyjskiej na wszystkich frontach. Przyczynił się do zorganizowania w Kijowie 1 Ukraińskiego Pułku Kozackiego im. Bohdana Chmielnickiego i 2 Ukraińskiego Pułku Kozackiego im. Pawła Połubotka, zwołania w dniach 18-21 maja 1917 Wszechukraińskiego Zjazdu Wojskowego, wyboru Ukraińskiego Generalnego Komitetu Wojskowego.
Działalność Klubu osłabła w czerwcu 1917, po wysłaniu Michnowskiego na front rumuński.